# اعدام ساختگی
اعدام ساختگی روشی است که در آن به قربانی عمداً اما به دروغ القا می‌شود که اعدام او یا شخص دیگری قریب‌الوقوع یا در حال وقوع است. این کار ممکن است شامل بستن چشم سوژه‌، گفتن اینکه در شُرُف مرگ هستند، وادار کردن آنها به بازگو کردن آخرین خواسته‌هایشان، وادار کردن آنها به کندن گور خود، گرفتن اسلحه خالی روی سرشان و کشیدن ماشه، شلیک در نزدیکی (اما نه به سمت) قربانی، یا شلیک با گلوله‌های مشقی باشد. اعدام ساختگی جزو شکنجه‌های روانی محسوب می‌شود. وقتی کسی احساس می‌کند که قرار است اعدام شود یا شاهد اعدام کسی باشد، نوعی ترس در او ایجاد می‌گردد. آسیب‌های روانی می‌تواند منجر به افسردگی، اختلالات اضطرابی، اختلال استرس پس از سانحه و سایر اختلالات روانی شود.

## نمونه‌های تاریخی

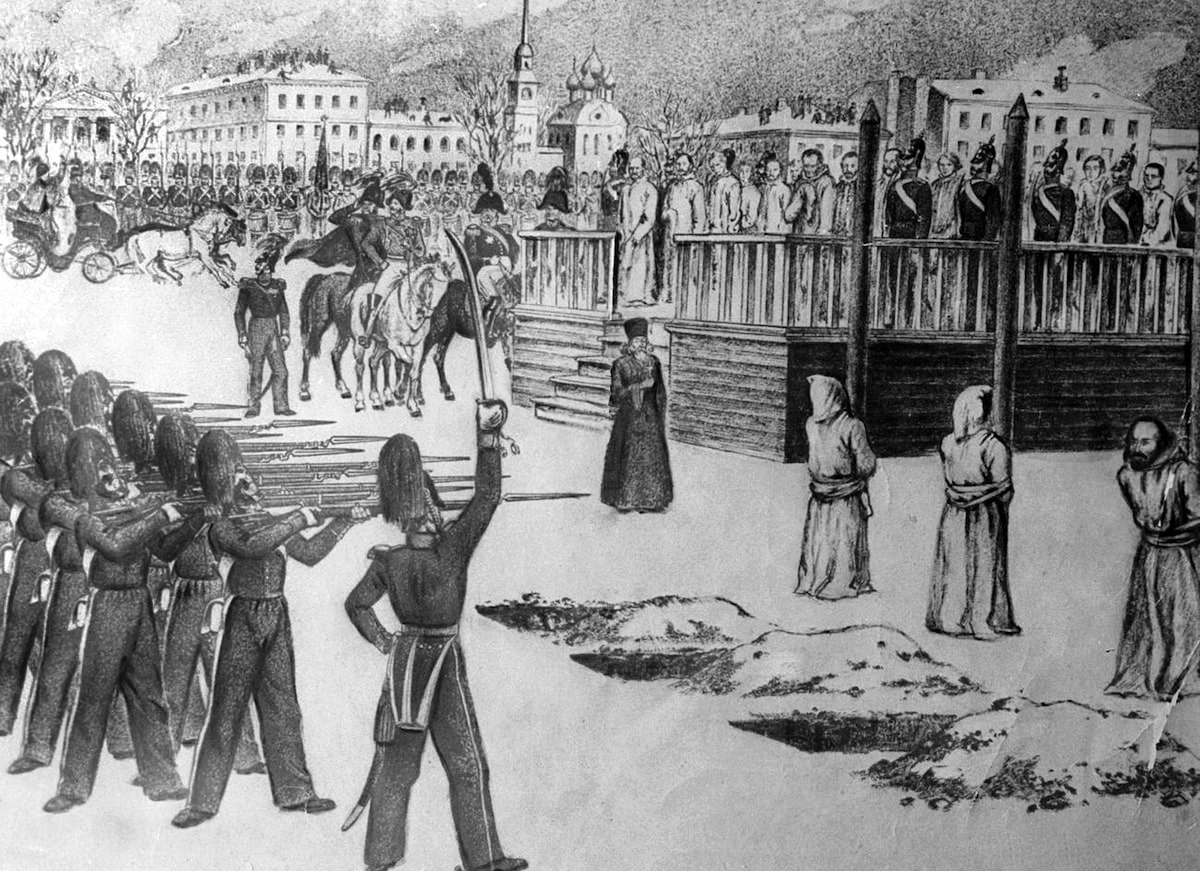
اعضای حلقه پتراشفسکی ، از جمله نویسنده فئودور داستایوفسکی ، در حال انجام «مراسم اعدام»، نمونه‌ای از اعدام ساختگی. سن پترزبورگ، Semionov-Plaz، 1849.
نقاشی ب. پوکروفسکی

- در جریان قیام‌های لهستان در سال ۱۷۷۲ ، گبهارد لبرخت فون بلوشر ، کاپیتان سواره‌نظام پروس در آن زمان، اعدام ساختگی یک کشیش لهستانی را که او را سرزنش می‌کرد، ترتیب داد و ادعا کرد که آن روحانی از شورش حمایت می‌کند. این امر منجر به افت شغلی بلوخر شد، زیرا فردریک کبیر پس از شنیدن این اقدام تنبیهی غیرمجاز، از ارتقاء او به درجه سرگردی خودداری کرد و این امر منجر به استعفای بلوخر در سال ۱۷۷۳ و وقفه چهارده ساله در حرفه نظامی او شد.
- در سال ۱۸۴۹، اعضای گروه بحث سیاسی روسی « حلقه پتراشفسکی» ، از جمله نویسنده فئودور داستایوفسکی ، به جرم خیانت بزرگ محکوم و به اعدام با جوخه آتش محکوم شدند. این احکام مخفیانه به اعمال شاقه تخفیف داده شدند و زندانیان تنها پس از انجام تمام مقدمات اعدام از این موضوع مطلع شدند.  داستایوفسکی این تجربه را در رمان «ابله» خود توصیف کرده است.
- در سال ۱۹۶۸، فرمانده لوید ام. بوچر ، فرمانده ناو جنگی یواس‌اس پوئبلو ، توسط بازجویان کره شمالی شکنجه و در مقابل جوخه آتش ساختگی قرار داده شد تا مجبور به اعتراف شود.
- گروگان‌های آمریکایی که در سال ۱۹۷۹ توسط ایران بازداشت شده بودند، توسط بازداشت‌کنندگانشان در معرض اعدام ساختگی قرار گرفتند.
- گزارش‌های مربوط به اعدام‌های ساختگی توسط تفنگداران دریایی ایالات متحده روی بازداشت‌شدگان در عراق در دسامبر ۲۰۰۴ منتشر شد،  زمانی که اتحادیه آزادی‌های مدنی آمریکا اسناد داخلی سرویس تحقیقات جنایی نیروی دریایی (NCIS) را که از طریق قانون آزادی اطلاعات به دست آمده بود، منتشر کرد. این اسناد هفت هفته پس از انتشار عکس‌هایی که رسوایی بدرفتاری با زندانیان ابوغریب را برانگیخت، نوشته شده‌اند.
- در سال ۲۰۰۰، گروگان‌های نظامی بریتانیا در سیرالئون توسط گروه «پسران وست ساید» اعدام‌های ساختگی شدند تا از آنها اطلاعات گرفته شود.
- در آوریل ۲۰۰۳، سرهنگ دوم ارتش آمریکا ، آلن وست، دستور داد تا افسر پلیس عراق، یحیی کادوری حمودی، به اتهام برنامه‌ریزی برای حمله قریب‌الوقوع به واحد وست، دستگیر و برای بازجویی احضار شود. پس از آنکه حمودی ظاهراً توسط مترجم و چند سرباز آمریکایی مورد ضرب و شتم قرار گرفت، وست حمودی را از اتاق بازجویی بیرون برد و شش سرباز آمریکایی را با سلاح در دست به او نشان داد. وست به حمودی گفت: «اگر حرف نزنی، تو را می‌کشند.» سپس وست سر حمودی را در یک بشکه پر از شن که برای پاکسازی سلاح‌ها استفاده می‌شود، قرار داد، اسلحه خود را داخل لوله گذاشت و فشنگ را نزدیک سر حمودی شلیک کرد. حمودی سپس نام‌ها، مکان و روش‌های کمین ادعایی را در اختیار وست قرار داد، که هرگز اتفاق نیفتاد و هیچ مدرکی دال بر وجود هرگونه نقشه حمله پیدا نشد. حمودی بدون هیچ اتهامی آزاد شد؛ وست به نقض دو ماده از قانون یکنواخت عدالت نظامی متهم شد، اما پس از آنکه وست به دلیل این حادثه ۵۰۰۰ دلار جریمه شد و اجازه یافت بدون تشکیل دادگاه نظامی از سمت خود در ارتش ایالات متحده استعفا دهد، اتهامات لغو شد. [۱]
- در سال ۲۰۱۴، جیمز فولی، روزنامه‌نگار، پیش از آنکه سر بریده شود، توسط شبه‌نظامیان داعش در معرض اعدام‌های نمایشی قرار گرفت. گزارش شده است که اعدام‌های ساختگی یکی از تاکتیک‌های شکنجه رایج مورد استفاده داعش است. [۲]

## همچنین ببینید
- پدیده‌ی محکومین به اعدام : آسیب‌های روانی که زندانیان محکوم به اعدام تجربه می‌کنند

## پیوندهای خارجی
- نیوزویک: گزارش بازرس کل فاش می‌کند که سازمان سیا اعدام‌های ساختگی انجام داده است . مصاحبه با مایکل ایسیکوف، خبرنگار تحقیقی نیوزویک توسط ایمی گودوین، دموکراسی ناو!
- هاردی، ل.، کیرالی، گ.، کواچ، ای.، و هفرنان، ک.، «شکنجه و بازماندگان، کتابچه راهنمای متخصصان مراقبت از پناهندگان»، بنیاد کوردلیا برای توانبخشی قربانیان شکنجه. بوداپست، مجارستان. سازمان ملل متحد، دفتر کمیساریای عالی حقوق بشر. نسخه اصلاح‌شده (۲۰۱۰).